# David Rossi
 (septembre 2017).
Si vous disposez d'ouvrages ou d'articles de référence ou si vous connaissez des sites web de qualité traitant du thème abordé ici, merci de compléter l'article en donnant les références utiles à sa vérifiabilité et en les liant à la section « Notes et références ».
David Rossi est un personnage de fiction apparaissant dans la série télévisée américaine Esprits criminels, interprété par Joe Mantegna et doublé par Hervé Jolly en version française. Il reparaît dans le revival de la série Criminal Minds: Evolution.

## Création du personnage
Joe Mantegna a raconté avoir lui-même choisi le nom de son personnage, celui d'un policier qui a été le premier témoin au cours du procès d'O.J.Simpson. Lorsque le vrai David Rossi a découvert cet hommage, il est d'ailleurs devenu très ami avec l'acteur .

## Histoire du personnage
David Rossi, qui est né et a grandi dans la ville de Commack, à Long Island, est un italo-américain catholique. Afin de ne pas suivre le même chemin que certaines relations dans le crime organisé, il a servi dans le Corps des Marines des États-Unis, où il a obtenu le grade de sergent-major. Il a combattu, durant la guerre du Viêt Nam, sous les ordres du sergent artilleur Harrison Scott qui a été pour lui un modèle qui l'a marqué. Selon David, cet homme a appris d'importantes valeurs au jeune « petit con » qu'il était. Il le reverra, après de nombreuses années, à l'occasion d'une affaire concernant un tueur de SDF. Redevable envers son ancien sergent, il se mettra à disposition pour l'aider à régler ses problèmes personnels et familiaux, restant là pour lui jusqu'à son décès brutal à cause d'une maladie ignorée par David.
Devenu une légende du profilage, l'agent David Rossi a rencontré plusieurs tueurs en série parmi les plus connus. Il a contribué à la fondation de la BAU, une unité du FBI, avec Jason Gideon. Tous deux ont participé à la création du profilage, pensant qu'il existait une autre méthode permettant d'appréhender les meurtriers, posant aussi les bases des modes de négociations en cas de prises d'otages. Puis David Rossi a abandonné sa carrière d'agent pour se consacrer à l'écriture de livres sur les tueurs qu'il a rencontrés, et différents ouvrages sur le profilage, dont un où il a démontré que les crimes sataniques n'existent pas.
Une de ses premières enquêtes (une affaire inachevée remontant à une vingtaine d'années avant son retour à la BAU) l'a fortement marqué : trois enfants retrouvés chez eux devant leurs parents tués à coup de hache. Il porte sur lui, depuis le début de l'enquête sur cette affaire, le bracelet de leur mère avec le nom des trois enfants et il a acquis personnellement la maison familiale, restée inhabitée, qu'il conserve pour la fratrie. Au cours de l'épisode 14 de la saison 3 (Ancienne Blessure), l'équipe se joint à lui pour régler l'affaire et ils réussissent à retrouver le tueur. Les membres de la fratrie ayant pu enfin faire leur deuil, David redonne possession au trio leur maison d'enfance.
Dans l'épisode 6 de la saison 7, on apprend que l'agent Rossi et sa première femme, Carolyn, ont eu un enfant, un garçon nommé James David Rossi mort à la naissance le 26 avril 1979. Après ce drame, ils ont divorcé mais sont restés en bon terme.
David Rossi a divorcé trois fois ce qui lui vaut de nombreuses railleries de la part de ses collègues.
Il dévoile qu'il s'adonne chez lui à la cuisine, ayant pris cette habitude par plaisir et pour réfléchir plus sereinement sur son travail. Il est apparemment très doué dans ce domaine, principalement en ce qui concerne la cuisine italienne.
Il n'apprécie pas les voyants à cause d'une voyante qui a dirigé les enquêteurs dans une mauvaise direction, quelques années plus tôt, lors d'une affaire d'enlèvement d'enfant. L'enfant kidnappé a été retrouvé mort (épisode 14 saison 4).
Il déteste aussi son anniversaire, qu'il ne fête plus à cause d'une autre pénible affaire le touchant personnellement. En effet, il avait enfin arrêté un tueur en série prolifique, ayant sévi durant des décennies, qui n'avait cependant pas révélé les identités et les lieux de dépôt des corps de toutes ses victimes. Par jeu de pouvoir, le tueur a passé avec l'agent un pacte selon lequel il lui révélera, s'il vient lui rendre visite en prison chaque année, des détails concernant l'une d'entre elles et sa localisation. Mais le hic est qu'il faut que chaque visite ait lieu le jour de l'anniversaire de David.

## Évolution dans la série
Au début de la troisième saison, David n'est pas accueilli à bras ouverts, étant donné que l'équipe est encore sous le choc de la disparition de Jason Gideon. Au début, il peine à s'adapter à certains changements dans leur métier depuis son retour, notamment le travail d'équipe. Mais au fur et à mesure des épisodes et des saisons, il tisse des liens amicaux avec ses collègues tout en gagnant une place de doyen au sein de l'équipe en remplaçant Jason.
Durant la sixième saison, on apprend qu'Aaron Hotchner et lui ont arrêté ensemble un tueur lors du dix-huitième anniversaire de la fille de ce dernier. Et quand celle-ci, Ashley Seaver, est engagée comme stagiaire dans l'équipe, David Rossi se sent particulièrement proche d'elle et se comporte comme une sorte de père adoptif.
Dans la septième saison, Carolyn, sa première ex-épouse, reprend contact avec lui et il s'imagine que c'est pour le « tester », voir s'il y a toujours quelque chose entre eux. David fait d'ailleurs part de ses espoirs à Emily Prentiss. Mais, finalement, il apprend que Carolyn a la maladie de Charcot et qu'elle va bientôt mourir. Il est présent malgré lui quand met fin à ses jours dans une chambre d'hôtel. Elle avait pris ses dispositions avant son arrivée, sachant pertinemment qu'il n'aurait pas accepte un suicide assisté. Il restera près d'elle dans ses derniers instants.
Dans le dernier épisode de la même saison, David croise Spencer Reid et Penelope Garcia. Alors qu'il est 9 heures du matin, il dit ne pas les accompagner car c'est pour lui l'heure de se coucher. Juste après, Penelope et Spencer aperçoivent Erin Strauss, leur supérieure, sortant de l'hôtel d'à côté, décoiffée et ayant l'air d'avoir passé une courte nuit. L'idylle de David et Erin Strauss restera secrète jusqu'à la mort de cette dernière, assassinée par John Curtis surnommé le « Réplicateur », un agent mis à l'écart à la suite d'une erreur.
Lors de l'enquête sur le meurtre de Jason Gideon, retrouvé dans une cabane à Roanoke où il s'était retiré, on apprend que sa mort est liée à une affaire irrésolue antérieure à la création de la BAU. David et l'équipe retrouvent le tueur ayant sévi dans les deux affaires. Après une disparition de plusieurs décennies, celui-ci avait repris du service dans la région en enlevant une nouvelle victime, mais s'est enfui quand son repaire a été découvert par l'équipe. Et tandis que les autres portent secours à sa victime, David le rattrape seul mais, avant d'être rejoint et contrairement au protocole, crée les conditions légitimes pour l'abattre avec son arme, vengeant son ami et ancien collègue.
Dans l'épisode 9 de la dixième saison, David Rossi apprend; après la prise de contact d'une journaliste nommée Joy Struthers, que cette dernière est sa fille. Joy, née Montgomery, interprétée par Amber Stevens West, est la fille que David a eue à son insu avec Hayden, sa seconde ex-femme enceinte lors de leur divorce après un mariage de courte durée. Et il apprend aussi qu'il est grand-père d'un garçon prénommé Kai. Ils noueront à la suite de cela des liens familiaux, et David s'efforcera d'être un parent présent et impliqué en parallèle à son travail. À sa surprise, Joy décide plus tard d'utiliser son patronyme dans son cadre professionnel. Au détour d'une fête anniversaire pour son petit-fils, David revoit Hayden avec qui ils s'expliquera. Au bout du compte, ils se remettent ensemble. Mais en treizième saison, David révèle, au cours de retrouvailles avec Krystall Richards, la troisième « ex-Madame Rossi », que cela n'a pas duré avec Hayden et qu'ils se sont séparés d'un commun accord tout en restant de très bons amis.
Krystall Richards, comme ses homologues avant elle, reprend une idylle avec David, ce qui se compliquera temporairement lors de sa première rencontre avec Portia Richards, la fille de Krystall issue d'un autre mariage. Car Wick Rollins, le fiancé de Portia, est lui aussi présenté à David, et l'agent est troublé par le comportement contrôlant du prétendant envers elle. Discrètement, il fait vérifier le passé de cet homme par Penelope Garcia, qui lui fait part de multiples arrestations pour violence domestique, et de paiements en espèces des familles d'anciennes fiancées. Il en informe Portia et sa mère, mais elles refusent de le croire. Alors que Portia est sur le point de se marier, David déjoue les mauvaises intentions de son désormais ex-futur époux.
Malgré l'aide qu'il lui a apportée, Portia semble toujours en froid contre David, d'après les dires de sa mère en quatorzième saison. Le problème est cependant vite réglé quand, faisant confiance en son jugement, Portia l'invite avec Krystall à rencontrer Scott, son nouveau compagnon, afin que David le jauge. Son opinion positive sur le garçon le rapproche de la jeune fille, qui a oublié sa rancune à son égard.
Dans l'épisode 8, David a fait l'acquisition d'une bague pour Krystall et planifié sa nouvelle demande en mariage. Or, son projet est gâché du fait du comportement intrusif et de l'égocentrisme de Penelope Garcia qui, mise au courant pour la demande et la bague, a vendu involontairement la mèche en présence de Krystall. En conséquence, il s'enferme temporairement avec elle dans l’ascenseur des bureaux du département, à la fin de l'épisode, où lui fait sa demande que Krystall accepte. Elle est accueillie avec David, à leur sortie de l'ascenseur, par l'équipe qui a entre-temps installé des décorations illuminées pour l'occasion et improvisé une fête en petit comité.
À la suite d'une affaire ratée de meurtres en série, bouleversante pour lui qui a failli se faire tuer par le suspect en fuite et a échoué, comme son équipe dans son arrestation, David est renvoyé chez lui par Emily Prentiss au vu de son état. Il est poussé à se livrer à quelqu'un de confiance et son choix se porte sur Krystall, qui l'y avait déjà encouragé avant qu'il parte au travail et sera un excellent soutien pour l'aider à lever ses doutes personnels.
Dans le final, en parallèle d'une affaire, David et Krystall organisent et fêtent leur mariage avec leurs proches immédiats (leurs filles respectives ainsi que les membres de l'équipe et leurs moitiés) et Johnny Mathis, un vieil ami de David qu'il a choisi comme témoin.
Au début de la saison 15, David Rossi est toujours hanté par l'affaire Everett Lynch qui à failli lui coûter la vie. Son traumatisme et sa volonté de le surmonter en traquant Lynch sont le principal fil rouge de cette saison.
Au cours de la seizième saison, on apprend que Krystall est décédée de la COVID-19. Sa disparition plonge David dans une grande douleur, qu'il tente de surmonter en se consacrant exclusivement au travail et  à l'affaire Sicarius.